# Carrulim
 (juillet 2021).
Le Carrulim (acronyme de canne, ruta et citron) ou Caña con ruda est une boisson traditionnelle des Guaranis, notamment du Paraguay et du nord-est de l'Argentine où elle est connue sous le nom de Caña con ruda. La légende dit que, chaque 1er août de l'année, il faut boire trois verres à jeun pour obtenir ses bienfaits. Le 29 juillet 2019, le Secrétariat national de la culture (SNC Paraguay) a décidé de : « Déclarer comme patrimoine culturel immatériel le Carrulim, un mélange de canne à sucre, de rue et de citron, une concoction traditionnelle paraguayenne. Les pratiques sociales qui lui sont inhérentes se transmettent de génération en génération et sont pratiquées tous les 1er août pour purifier le sang et attirer la chance, dans le domaine des connaissances et des usages liés à la nature et à l'univers ».
L'écrivaine argentine Julia Norma Catalano déclare dans son ouvrage Caña con ruda que le « Caña con ruda est un remède écologique, c'est un sortilège populaire de cette époque. Elle circule comme une rumeur, elle séduit car elle est l'émergence de ce que les gens croient et s'auto-justifie chacun à sa manière ».

## Histoire et traditions
La tradition de la Caña con ruda trouve son origine chez les Guaranis. Selon les chroniqueurs des Indes, au mois d'août de chaque année, il y avait de fortes pluies qui, associées au froid saisonnier, provoquaient des maladies épidémiologiques qui décimaient même les villages. Pour combattre ces maux, les indigènes recouraient à leurs chamans, qui élaboraient un remède consistant à mélanger des herbes avec des liqueurs, dont il fallait prendre un verre au début de la saison des pluies au Chaco. À l'origine, on utilisait des liqueurs à base de chañar, de patay, de figues de Barbarie ou de caroube, auxquelles on ajoutait de la contrayerba ou des herbes médicinales.
Avec l'arrivée des Européens, les composants ont été « modernisés » pour devenir ce que nous connaissons aujourd'hui. Avec l'introduction de la culture de la canne à sucre pour la production de sucre pendant la colonisation espagnole, l'eau-de-vie de canne à sucre a commencé à être produite en même temps. À cela s'ajoute l'arrivée de la rue en Amérique, dont les propriétés médicinales ne sont pas passées inaperçues, la rue masculine étant utilisée contre les parasites et les maux d'estomac. Il était également utilisé pour apaiser les brûlures et les irritations causées par les piqûres d'insectes et de vermines.
Plus tard, l'imagination des Guaranis a ajouté des propriétés et des vertus à la fois à la plante et à la boisson elle-même. Cela a donné naissance à une croyance populaire qui considère la ruda comme une incantation contre l'envie et la malchance, et donc la boisson est considérée comme « éloignant les maux de l'hiver ».
Selon la tradition, chaque 1er août, au réveil et à jeun, les gens prennent un verre de canne à sucre avec de la rue (généralement trois) pour attirer la santé et la chance et conjurer les mauvais sorts. Cette date coïncide avec le Jour de la Pachamama, célébré dans certains pays d'Amérique du Sud.